# Jörn Kuchenbecker
Jörn Kuchenbecker (* 1966 in Vorpommern) ist ein deutscher Augenarzt.

## Ausbildung und Werdegang
An der Universität Rostock studierte er von 1987 bis 1993 Medizin und begann nach dem Staatsexamen die Weiterbildungszeit im Fach Augenheilkunde an der Universitäts-Augenklinik Rostock (Direktor: R. Guthoff) bis 1995. Von 1995 bis 1997 war er als Assistenzarzt an der Augenklinik des Klinikum Mitte Bremen (Direktor: Ulrich Demeler) tätig. Nach Anerkennung als Facharzt wechselte er 1998 an die Universitäts-Augenklinik Magdeburg (Direktor: Wolfgang Behrens-Baumann), wo er als Oberarzt bis 2004 tätig war. 2011 schloss Kuchenbecker in Magdeburg seine Habilitation ab. Von 2005 bis 2017 war er Chefarzt der Augenklinik des Helios Klinikum Berlin-Buch. Kuchenbecker war von 2007 bis 2017 Sekretär der Deutschsprachigen Gesellschaft für Intraokularlinsen-Implantation, interventionelle und refraktive Chirurgie (DGII).

## Wissenschaftliches und ärztliches Werk
Kuchenbecker hat einige Internetanwendungen für Augenärzte, so unter anderem eine online Intraokularlinsendatenbank („IOL-info“) und einen web-basierten Farbsehtest, etabliert und ist Herausgeber der seit über 100 Jahren erscheinenden Farbtafeln (Thieme Verlag) zur Testung des Farbensehens in deutscher Sprache. Die pseudoisochromatischen Farbtafeln wurden von Jakob Stilling entwickelt und von Ernst Hertel, Karl Velhagen und Kuchenbecker weiterentwickelt.
Weitere Schwerpunkte seiner wissenschaftlichen und ärztlichen Tätigkeit liegen im Bereich der Kataraktchirurgie und Neuroophthalmologie.

## Mitgliedschaften
- Deutsche Ophthalmologische Gesellschaft (DOG)
- Berufsverband der Augenärzte Deutschlands (BVA)
- Deutschsprachige Gesellschaft für Intraokularlinsen-Implantation (DGII)
- European Society of Cataract and Refractive Surgeons (ESCRS)

## Veröffentlichungen (Bücher)
Als Autor:
- Internet-Anwendungen für Augenärzte. ecomed, Landsberg 1998, ISBN 3-609-51680-1.
- IOL Info. Biermann, Köln 2003, 2004, 2005, 2006, 2007, 2009, 2010, 2011, 2012, 2013.

Als Herausgeber:
- mit N. Körber und T. Kohnen: Tagungsband 24. Kongress der DGII 2010. Biermann, Köln 2010, ISBN 978-3-930505-59-3.
- mit M. Amon und T. Kohnen: Tagungsband 25. Kongress der DGII 2011. Biermann, Köln 2011, ISBN 978-3-930505-60-9.
- mit D. Broschmann: Farbtafeln zur Püfung des Farbensinnes. 34. Auflage, Thieme, Stuttgart 2011, ISBN 978-3-13-412334-0.
- mit T. Kohnen: Tagungsband 26. Kongress der DGII 2012. Berlin 2012.
- mit D. Broschmann: Tabulky k vysetreni barvocitu. Aventinum, Prag 2012, ISBN 80-85277-24-7.
- mit D. Broschmann: Renk Görme Testi Panelleri. Palme Yayincilik, Ankara 2012, ISBN 978-605-355-052-5.
- mit G. Auffarth: Tagungsband 27. Kongress der DGII 2013. Heidelberg 2013.
- mit D. Broschmann: Plates for color vision testing. Thieme Publishers, New York 2014, ISBN 978-3-13-175481-3.
- mit B. Dick und G. Auffarth: Tagungsband 28. Kongress der DGII 2014. Bochum 2014, ISBN 978-3-9816717-0-4.
- mit A. J. Augustin und G. Auffarth: Tagungsband 29. Kongress der DGII 2015. Karlsruhe 2015, ISBN 978-3-9816717-1-1.
- mit D. Broschmann: Farbtafeln zur Püfung des Farbensinnes / Farbensehens. 35. Auflage, Thieme, Stuttgart 2016, ISBN 978-3-13-240327-7.
- mit M. C. Knorz und G. Auffarth: Tagungsband 30. Kongress der DGII 2016. Mannheim 2016, ISBN 978-3-9816717-2-8.
- mit M. Kohlhaas und B. Dick: Tagungsband 31. Kongress der DGII 2016. Dortmund 2017, ISBN 978-3-9816717-3-5.
- mit D. Broschmann: Таблицы для оценки цветовосприятия. Panphilov, Moskau 2017, ISBN 978-5-91839-088-7.
- mit D. Broschmann: Farbtafeln zur Püfung des Farbensinnes / Farbensehens. 36. Auflage, Thieme, Stuttgart 2022, ISBN 978-3-13-244756-1
- mit D. Broschmann: Tabulky k vysetreni barvocitu. Aventinum, Prag 2022, ISBN 978-80-7151-285-1.